# Schurawlycha
Schurawlycha (ukrainisch Журавлиха, russisch Журавлиха/Schurawlicha) ist ein Dorf in der Ukraine mit 1293 Einwohnern, im Rajon Bila Zerkwa. Es liegt an beiden Ufern des Flusses Zyzylija (Nebenfluss von Hnylyj Tikytsch), 13 Kilometer östlich der Siedlung städtischen Typs Stawyschtsche gelegen.
Am 12. Juni 2020 wurde das Dorf ein Teil der neugegründeten Siedlungsgemeinde Stawyschtsche, bis dahin bildete es die gleichnamige Landratsgemeinde Schurawlycha (Журавлиська сільська рада/Schurawlyska silska rada) im Osten des Rajons Stawyschtsche.
Am 17. Juli 2020 kam es im Zuge einer großen Rajonsreform zum Anschluss des Rajonsgebietes an den Rajon Bila Zerkwa.